# Thunderbolts of the Gods
Thunderbolts of the Gods – dwunasty album studyjny polskiej grupy muzycznej Graveland. Wydawnictwo ukazało się 14 czerwca 2013 roku nakładem wytwórni muzycznej No Colours Records.

## Lista utworów
| Nr | Tytuł utworu                  | Długość |
| -- | ----------------------------- | ------- |
| 1. | „Thunderbolts Of The Gods”    | 7:10    |
| 2. | „Red Polaris”                 | 8:10    |
| 3. | „Possessed By Steel”          | 8:30    |
| 4. | „Chamber Of The Wicked Tears” | 7:31    |
| 5. | „Wolf Of The North”           | 9:09    |
| 6. | „When Hammer Shines” (Outro)  | 2:26    |
|    |                               | 42:56   |

## Twórcy albumu
- Oprawa graficzna – Kris Verwimp, Rob Darken
- Chórki – Alruna, Rob Darken
- Miksowanie, teksty, gitara, gitara basowa, perkusja, śpiew, Keyboards – Rob Darken
- Zdjęcia – Aramath, Silvia